# Ольпе (район)
О́льпе (нім. Kreis Olpe) — район в Німеччині, в складі округу Арнсберг землі Північний Рейн-Вестфалія. Адміністративний центр — місто Ольпе.

## Населення
Населення району становить 138 405 осіб (2011); 139,4 тисяч в 2010.

## Географія
Район розташований на півдні федеральної землі в регіоні Зауерланд. Найнижча точка району знаходиться в межах комуни Фіннентроп — 224 м над рівнем моря.
Найвищі точки:
- Гердлер — 756 м
- Гое-Гессель — 743 м
- Вільдгофер — 725 м
- Різенберг — 720 м

## Історія
Район Ольпе як адміністративна одиниця виник після включення колишнього герцогства Вестфалія до складу Пруссії у 1819 році в межах колишнього графства Більштайн (окремі землі Бельштайну, зокрема Шьонхольтхаузен, увійшли до складу комуни Еслое). Першим керманичем району був Каспар Фердинанд Фройсберг.
В доіндустріальний період територія району була економічним центром Герцогства Вестфалія, тут зосереджувався великий економічний потенціал. Особливо цінувався листовий метал, що вироблявся місцевими мануфактурами. Значну роль відігравали також інші галузі металообробки. Однак мануфактури не змогли пережити промислову революцію, оскільки не витримали конкуренції з боку машинного виробництва. На початку XIX століття в регіоні набула розвитку аграрна галузь, у зв'язку з чим почався значний відтік населення з регіону. До початку XX століття значну роль в економіці регіону відігравала шкіряна промисловість.
У 1860-ті роки в регіоні було прокладено залізницю. На відміну від кількох сусідніх районів кордони Ольпе після муніципальної реформи 1975 року майже не змінилися.

## Адміністративний поділ
Район поділяється на 3 комуни (нім. Gemeinden) та 4 міста (нім. Städte):
| № | Комуна/ місто | Площа, км² | Населення, осіб (2011) | Центр       |
| - | ------------- | ---------- | ---------------------- | ----------- |
| 1 | Венден        | 72,6       | 19892                  | Венден      |
| 2 | Кірхгундем    | 147,9      | 12190                  | Кірхгундем  |
| 3 | Фіннентроп    | 104,3      | 17446                  | Фіннентроп  |
| 1 | Аттендорн     | 97,9       | 24637                  | Аттендорн   |
| 2 | Дрольсгаген   | 67,1       | 12030                  | Дрольсгаген |
| 3 | Леннештадт    | 135,1      | 26888                  | Леннештадт  |
| 4 | Ольпе         | 85,9       | 25322                  | Ольпе       |

| Німеччина | Це незавершена стаття з географії Німеччини. Ви можете допомогти проєкту, виправивши або дописавши її. |

1. ↑  https://www.landesdatenbank.nrw.de/ldbnrw/online;jsessionid=FBC481AAC50656B8CA9E933111BC242A.ldb2?sequenz=tabelleErgebnis&selectionname=12411-31iz